# 漳州科技职业学院
漳州科技职业学院是福建省漳州市漳浦县的一所全日制民办高等职业学校。该学院于2007年2月经批准正式建立，当时取名为漳州天福茶职业技术学院。同年4月底，参与秋季高考统一招生计划。2008年，获教育部批准，成为一所具备招收外国和港澳台留学生资格的高职院校。2012年2月25日，福建省人民政府发文同意漳州天福茶职业技术学院更名为漳州科技职业学院。

## 院系设置
学院设置有:
- 商学院
- 生物科技学院
- 文化创意学院
- 茶学院